# Chlorops finitimus
Chlorops finitimus är en tvåvingeart som beskrevs av Becker 1910. Chlorops finitimus ingår i släktet Chlorops och familjen fritflugor. Arten är reproducerande i Sverige. Inga underarter finns listade i Catalogue of Life.